# Five Nights at Freddy's 3
Five Nights at Freddy's 3 är ett indie-, strategi- och skräckspel som släpptes i mars 2015 skapat av spel- och grafikdesignern Scott Cawthon. Spelet finns till Microsoft Windows, Android och IOS. Spelet är en uppföljare till Five Nights at Freddy's och Five Nights at Freddy's 2, och har uppföljaren Five Nights at Freddy's 4: The Final Chapter.

## Om spelet
Spelet utspelar sig 30 år senare än det första spelet i Freddy Fazbears pizzeria, vilken inte längre är en pizzeria utan ett skräckhus kallat Fazbear's Fright: The Horror Attraction. I detta skräckhus finns det bara en animatronisk varelse kvar, kallad Springtrap. Det finns även ett antal fantomer (spöken) av de gamla animatroniska varelserna. De kan inte avsluta spelet, istället försvårar de för spelaren så att Springtrap får en chans att få tag i spelaren genom att skrämma denne så att spelaren inte hinner försvara sig. När det inträffar måste spelaren gå till "Maintenance Panel" och starta om en funktion, funktionerna är audio devices, camera system och ventilation (svenska: Ljudenheter, kamerasystem och ventilation). Fantomerna är Freddy, Chica, Foxy, Mangle, Balloon Boy och The Puppet.
I detta spel har spelaren inte något försvar med sig, inga dörrar, inga lampor och ingen Freddymask. Spelaren måste försöka leda bort Springtrap från sig genom att spela upp ljud i övervakningskamerorna så att Springtrap kan följa efter. Springtrap kommer endast att följa de ljud som är nära honom, inte de som är längre bort.
Detta avsnitt innehåller också minispel, till skillnad från förra spelet får spelaren spela dessa minispel när spelaren klarat en natt. Det finns även hemliga minispel gömda i spelet, om spelaren hittar alla dessa minispel och spelar dem på rätt sätt kommer fler alternativ att öppnas efter den femte natten.

### Maintenance Panel
Maintenance Panel är där man startar om audio devices, camera system och ventilation så att de fungerar. Man kommer dit genom att vända sig så långt som möjligt till vänster. Efter att man gjort det syns en gul knapp längst ner på skärmen, om man klickar på den kommer man till Maintenance Panel. 
Om övervakningskamerorna inte fungerar som de ska måste spelaren starta om camera system, om det inte går att spela upp något ljud måste spelaren starta om audio devices, om det börjar att larma rött i kontoret måste spelaren starta om ventilation. De animatroniska fantomerna kommer att inaktivera en av funktionerna om de lyckas skrämma spelaren.
När ventilation är inaktiverad kommer det att larma rött i kontoret och ljuset i kontoret kommer att tona bort och tillbaks igen, varje gång ljuset tonar bort kommer Springtrap att närma sig. Spelaren kommer även att kunna se flera stycken Springtrap i övervakningskamerorna.

### Övervakningskamerorna
För att komma till övervakningskamerorna måste spelaren vända sig så långt som möjligt till höger. Efter att spelaren gjort det suns en blå knapp, om man klickar på den kommer man till övervakningskamerorna. Om spelaren vill kolla in i ventilationsrören måste spelaren klicka på Map Toggle, samma knapp för att komma tillbaks.

### Ventilationsrör
Detta avsnitt har också ventilationsrör (precis som på förra spelet) som Springtrap kan krypa igenom för att närma sig spelaren. Om spelaren hör rörelser i rören betyder det att Springtrap kryper i någon av dem. När det inträffar måste spelaren snabbt undersöka vilket ventilationsrör han är i och stänga det så att Springtrap inte kan krypa igenom, man måste vara snabb med att göra detta eftersom det inte tar långt tid innan Springtrap hunnit igenom. Vissa ventilationsrör leder direkt till kontoret (där spelaren är) och om Springtrap någonsin hinner igenom dessa rör kommer Springtrap att avsluta spelet direkt.

## Varelser

### Springtrap
Springtrap är den enda äkta animatroniska varelsen i spelet och den enda varelse som kan avsluta spelet. Fantomerna kan inte göra det eftersom de bara är spöken, istället försvårar de för spelaren så att Springtrap får bättre chans att ta fatt spelaren. Springtraps fotsteg eller ett konstigt stön hörs varje gång han förflyttar sig.
När Springtrap hunnit närma sig spelaren tillräckligt mycket kan man se hans huvud i dörröppningen utanför kontoret, när det inträffar betyder det inte att det är över. Spelaren kan få bort honom genom att snabbt gå till övervakningskamerorna och spela upp ljud i CAM 01. Om spelaren gör det på rätt sätt och är väldigt snabb kommer han att lämna kontoret och visas i CAM 01. Spelaren kan även bara stirra på Springtrap om spelaren är tillräckligt nära klockan 6, på så sätt kommer han att inte röra sig. Men om spelaren tittar bort från honom eller använder Maintenance Panel kommer Springtrap att avsluta spelet så fort spelaren kollar på honom igen. Man kommer inte heller kunna stirra på Springtrap alltför långt tid, eftersom ventilation så småningom kommer att inaktiveras av sig själv och då är det kört (om spelaren inte är tillräckligt nära klockan 6), eller så kan Fantom Freddy skrämma spelaren (även om spelaren inte direkt kollar på Fantom Freddy så kommer han att skrämma spelaren) och på så sätt inaktivera ventilation vilket gör att Springtrap kan närma sig.
Springtraps dräkt är sönderriven och ganska förstörd. Springtrap är en harhanne.

#### Historia
De flesta animatroniska varelserna har ett robotskelett inuti sig, och är gjorda så att ingen människa kan använda det som en dräkt (utan att få skador eller dö). Men det fanns två speciella dräkter (dessa är Springtrap och antagligen Golden Freddy, också kallad Freadbear) som var gjorda så att en människa kunde få plats. Men det var farligt att bära dräkten, det fanns fjäderlåsningar i dräkten som gjorde att om fjäderlåsningarna skulle lossna skulle personen inuti dräkten få skador eller kanske dö. Och det har faktiskt hänt, inuti Springtrap finns William Afton (Purple Guys) lik.
Purple Guy var ansvarig för The Missing Children Incident, en incident där Purple Guy mördade fem barn i Freddy Fazbears Pizza och stoppade in barnens själar i de animatroniska djuren för att driva dem. I minispelen som spelaren får spela när spelaren klarar en natt kan spelaren se att Purple Guy attackerar de animatroniska djuren och tar sönder dem. På femte nattens minispel får spelaren spela som en av barnens själar som är arga på Purple Guy efter att ha dödat dem och utnyttjat dem. I panik försöker Purple Guy fly från de döda barnen och bestämmer sig att gömma sig i Springtrapdräkten, vilket han tror var en bra idé tills fjäderlåsningarna lossnade vilket gjorde att William Afton förblödde till döds.
Purple Guys lik är fortfarande kvar inuti Springtrap, även 30 år senare när Fazbear's Fright: The Horror Attraction byggdes.

### Fantom Balloon Boy (BB)
Ibland när spelaren byter kameror kan BB:s ansikte dyka upp framför kameran, om man inte snabbt byter kamera kommer BB att tvinga bort övervakningskamerorna, skrämma spelaren och inaktivera ventilation. De kamerorna BB oftast dyker upp i är CAM 07, CAM 09 och CAM 10. BB dyker inte upp på kamerorna i ventilationsrören.

### Fantom Freddy
I kontoret finns en stor glasruta som leder till ett annat område i skräckhuset. Ibland kan spelaren se Fantom Freddy smyga förbi glasrutan, om spelaren kollar på honom för länge kommer Freddy att försvinna, sedan skrämma spelaren i kontoret och inaktivera ventilation. Istället måste spelaren antingen gå till Maintenance Panel eller övervakningskamerorna och vänta en liten stund tills han går förbi. Om spelaren gör det på rätt sätt kommer Freddy inte att skrämma spelaren och spelaren kommer sedan att kunna fortsätta som vanligt. Så småningom kommer det att upprepas.

### Fantom Chica
Ibland dyker Chica upp på en spelmaskinsskärm i övervakningskamera CAM 07. Om spelaren kollar på det för länge kommer Chica att skrämma spelaren och inaktivera ventilation nästa gång spelaren vänder sig till vänster.

### Fantom Foxy
Fantom Foxy dyker upp slumpmässigt i kontoret efter att spelaren lämnat övervakningskamerorna. Efter att Foxy lyckats skrämma spelaren kommer han att inaktivera ventilation. För att förhindra det måste spelaren vara försiktig med att vända sig om, om spelaren ser Foxy i kontoret måste spelaren gå till övervakningskamerorna, efteråt kommer Foxy att ha lämnat kontoret.
Om Balloon Boy skrämmer spelaren samtidigt som Foxy är i kontoret kommer det att inträffa ett tekniskt fel. Foxy kommer inte att skrämma spelaren när spelaren vänder sig om. Om spelaren går till övervakningskamerorna när detta inträffar kommer Foxy att lämna kontoret, om spelaren går till Maintenance Panel istället kommer Foxy att skrämma spelaren så fort spelaren lämnar Maintenance Panel.

### Fantom Puppet
Fantom Puppet dyker upp slumpmässigt stående i CAM 08. När det inträffar måste spelaren genast byta kamera. Om spelaren misslyckas med det kommer Puppet att teleportera sig till kontoret och blockera spelarens vy med sitt ansikte, stirra på spelaren i ungefär 17 sekunder och inaktivera ventilation. När det inträffar kommer spelaren inte kunna använda övervakningskamerorna eller Maintenance Panel vilket gör spelaren försvarslös mot andra fantomer och Springtrap. Andra fantomer kan dock fortfarande skrämma spelaren fast Puppet redan håller på med spelaren. Spelaren måste vänta tills Puppet lämnar kontoret av sig själv. Spelaren kan undvika Puppet helt genom att aldrig kolla på CAM 08.

### Fantom Mangle
Fantom Mangle dyker upp slumpmässigt i CAM 04 hängande från taket. Efter att det visas i kamerorna kommer Mangle att dyka upp utanför kontoret, man kommer kunna se hennes huvud genom den stora glasrutan i kontoret samtidigt spelaren hör högljudda radiostörningar. Efter att radiostörningarna slutat försvinner Mangle från kontoret och Audio Devices blir inaktiverat.
Men varför är inte de andra figurerna, Bonnie, Toy Bonnie, Toy Freddy och Toy Chica med i spelet? Efter 7 år med Toy animatronics bestämde William Afton att stänga ner Pizzerian och ta sönder Toy Animatronics. De använde en maskin att ta sönder dem. Men konstigt nog överlevde Toy Bonnie genom att gå ut ur sitt animatronicskydd och bli en Shadow Animatronic. Den ursprungliga Bonnie blev det ett fel på och man la den i William Aftons garage. När William Afton hade dött vaknade Bonnie och rörde sig mot Skräckhuset och där sen fördes han också tillsammans med Freddy, Chica, Foxy, Golden Freddy, Mangle, Baloon Boy och The Puppet till FNaF4-huset. Springtrap fördes till FNaF6-pizzerian och skulle tas sönder. Men Circus Baby lyckades stoppa det med hjälp av sin gamla vän Ennard som i FNaF 6 heter Molten Freddy. Även senare fördes The Puppet till FNaF6-pizzerian och han gick in i den Svarta freddyn Lefty.

## Easter Eggs
- Under väldigt ovanliga tillfällen kan spelaren uppleva en Easter Egg där bilder på Purple Guy inuti Springtrap oväntat dyker upp och står kvar i några sekunder. Det kan endast inträffa när spelaren startar en natt eller förlorar i en natt. Det finns tre stycken olika bilder som kan dyka upp. [16]
- Det finns även en bild på den cupcake som har hängt med genom spelen. Ibland då spelaren går in på den kameran som har affischen på cupcaken har den blivit guldfärgad.
- Affischerna i kontoret, med bilder på Toy Freddy, Toy Chica och Toy Bonnie är också speciella. Om spelaren klickar på Toy Freddys nos hörs en tuta.